# Jardín Botánico de Green Bay
El Jardín Botánico de Green Bay, en inglés: Green Bay Botanical Garden, es un jardín botánico de 47 acres de extensión que se encuentra en Green Bay, Wisconsin. 
Este jardín botánico está administrado por una sociedad privada sin ánimo de lucro.

## Localización
Green Bay Botanical Garden 2600 Larsen Road Green Bay Brown county, Wisconsin WI 54303 United States of America-Estados Unidos de América
Planos y vistas satelitales.44°31′53.76″N 88°5′56.4″O / 44.5316000, -88.099000
Está abierto a diario en los meses cálidos del año, o solamente en los días laborables en los meses fríos del año. Se cobra una tarifa de entrada. 

## Historia
El jardín botánico está enclavado en los antiguos terrenos del huerto de la familia Larsen, abrió al público en 1996.
El jardín botánico de Green Bay estimula la apreciación y la comprensión del mundo de la horticultura y las relaciones duraderas entre las plantas y las personas. 
A través de los voluntarios y el personal, que sirven a personas de todas las edades, proporcionan todo el año, experiencias educativas y recreativas.

## Colecciones
A principios de 2006, los jardines incluían diferentes jardines temáticos, así:
- Agnes Schneider Terrace - flores perennes e hierbas ornamentales.

- Four Seasons Garden - un jardín de interés invernal, con magnolias, manzanos silvestres, lilas, y plantas perennes.

- Gertrude B. Nielsen Children’s Garden - jardín infantil, con una casa de árbol, tobogán, laberinto, y reloj de sol.

- Kaftan Lusthaus - una casa de verano de estilo escandinavo.

- Mabel Thome Fountain & Garden - una fuente rodeada de manzanos silvestres y plantas anuales.

- Marguerite Kress Oval - una rosaleda con un diseño contemporáneo.

- John and Janet Van Den Wymelenberg Color and Foliage Garden - árboles, arbustos, hierbas, plantas perennes y enredaderas con follaje variado (amarillo, rojizo, gris y verde).

- Larsen Orchard Remnant - manzanos, con los bajos cubiertos de bulbos de floración primaveral.

- Mary Hendrickson Johnson Wisconsin Woodland Garden - un jardín informal de árboles nativos, arbustos y flores silvestres que rodean un jardín para reuniones sociales.

- Schierl Wellhouse and Garden - el jardín del bien, y un jardín de plantas anuales y hierbas.

- Stumpf Belvedere - un gazebo en estilo griego primitivo.

- Upper Rose Garden - una rosaleda compuesta de arbustos resistentes a climas fríos y rosas de té híbridas.

- Vanderperren English Cottage Garden - una recreación de un jardín de casa de campo inglesa.

Durante los meses de invierno, el jardín alberga la exhibición de "WPS Garden of Lights", con una muestra de más de 200,000 luces de Navidad.